# Kosuke Kitani
Kosuke Kitani (木谷 公亮 Kitani Kosuke?, nacido el 9 de octubre de 1978 en Chiba) es un exfutbolista japonés. Jugaba de defensa y su último club fue el FC Gifu de Japón.

## Trayectoria

### Clubes
| Club           | País  | Año         |
| -------------- | ----- | ----------- |
| Omiya Ardija   | Japón | 2001 - 2004 |
| Vegalta Sendai | Japón | 2005 - 2009 |
| Sagan Tosu     | Japón | 2010 - 2013 |
| FC Gifu        | Japón | 2013 - 2014 |

## Estadística de carrera

### J. League
| Club           | Año   | J. League | J. League | Copa J. League | Copa J. League | Total | Total |
| Club           | Año   | Part.     | Goles     | Part.          | Goles          | Part. | Goles |
| -------------- | ----- | --------- | --------- | -------------- | -------------- | ----- | ----- |
| Omiya Ardija   | 2001  | 1         | 0         | 0              | 0              | 1     | 0     |
| Omiya Ardija   | 2002  | 2         | 0         | -              | -              | 2     | 0     |
| Omiya Ardija   | 2003  | 25        | 2         | -              | -              | 25    | 2     |
| Omiya Ardija   | 2004  | 18        | 1         | -              | -              | 18    | 1     |
| Vegalta Sendai | 2005  | 41        | 1         | -              | -              | 41    | 1     |
| Vegalta Sendai | 2006  | 45        | 0         | -              | -              | 45    | 0     |
| Vegalta Sendai | 2007  | 41        | 0         | -              | -              | 41    | 0     |
| Vegalta Sendai | 2008  | 30        | 1         | -              | -              | 30    | 1     |
| Vegalta Sendai | 2009  | 2         | 0         | -              | -              | 2     | 0     |
| Sagan Tosu     | 2010  | 33        | 3         | -              | -              | 33    | 3     |
| Sagan Tosu     | 2011  | 38        | 3         | -              | -              | 38    | 3     |
| Sagan Tosu     | 2012  | 4         | 0         | 0              | 0              | 4     | 0     |
| Sagan Tosu     | 2013  | 0         | 0         | 1              | 0              | 1     | 0     |
| FC Gifu        | 2013  | 17        | 1         | -              | -              | 17    | 1     |
| FC Gifu        | 2014  | 25        | 0         | -              | -              | 25    | 0     |
| Total          | Total | 322       | 12        | 1              | 0              | 323   | 12    |

## Palmarés

### Títulos nacionales
| Título    | Club           | País  | Año  |
| --------- | -------------- | ----- | ---- |
| J2 League | Vegalta Sendai | Japón | 2009 |